# Tunel Považský Chlmec
Tunel Považský Chlmec je dálniční tunel na Slovensku, který měří 2218 metrů. Nachází se severozápadně od centra Žiliny a je součástí úseku dálnice D3 Žilina, Strážov-Žilina, Brodno.
Výstavba tunelu začala 17. června 2014. Tunel byl proražen 28. ledna 2016. Tunel byl předán do užívání 2. prosince 2017.

## Parametry
Obě tunelové trouby stoupají ve směru staničení přibližně do poloviny tunelu ve sklonu 0,5 procenta a poté klesají 0,79% až do konce tunelu. Skružovací poloměr oblouku tunelových trub má hodnotu 30 kilometrů.
V tunelu se nacházejí SOS výklenky ve vzdálenostech přibližně 200 metrů a výklenky pro hydrant požárního vodovodu po přibližně 100 metrech. Větrání tunelu je provedeno jako podélné pomocí proudových ventilátorů.